# Crocidura turba
Crocidura turba — вид ссавців родини Soricidae. Він зустрічається в Анголі, Бурунді, Камеруні, Центральноафриканській Республіці, Республіці Конго, Демократичній Республіці Конго, Екваторіальній Гвінеї, Габоні, Кенії, Малаві, Руанді, Південному Судані, Танзанії, Уганді та Замбії. Його природні місця існування — субтропічні або тропічні вологі рівнинні та гірські ліси.